# 水薄荷
心葉水薄荷（学名：Clinopodium brownei (Sw.) Kuntze），是是唇形科薄荷屬的多年生開花植物。它生長在潮濕的地方薄荷属下的一种多年生草本開花植物，其原产于欧洲（除了最北部），也生长于非洲的西北部、亚洲的西南部。

## 描述
水薄荷是一种多年生草本根莖植物，可長到约90厘米。茎部横切面为正方形，绿色或紫色，无毛或有毛。根莖廣泛分佈，肉質，帶有需根、具有纤维性。葉片为卵形或卵状披针形，長約 2 至 6 厘，寬約 1 至 4 厘米，绿色或紫色，葉對生，邊緣為齒狀，无毛或有毛。花为小型花序腋生，淡紫色，管状。花季为夏季的中后期。水薄荷依靠昆虫授粉，也可像其他薄荷一样通过根茎分茎繁殖。该种植物都带有薄荷性香味。

## 植物分類學
水薄荷与留蘭香(Mentha spicata)可以杂交生成胡椒薄荷，一種不育雜交種。它与蘋果薄荷(Mentha suaveolens)可以杂交生成Mentha × suavis；和野薄荷(Mentha arvensis)。它和野薄荷(M. arvensis)、留蘭香(M. spicata)混合杂交，可以产生特殊品种紅毛薄荷 （页面存档备份，存于）(Mentha × smithiana)

## 分佈
水薄荷原產於歐洲、北非和西亞的大部分地區。它已被引入北美和南美、澳大利亞和一些大西洋島嶼。
正如它的名字，水薄荷通常生长在阴暗环境和一些溪流、湖池附近。如果植物本身生長在水中，它就會長出水面。生長土壤环境通常呈弱酸性、石灰质（通常是软性的石灰岩矿物或泥炭性土壤），亦可生长在沼泽中。

## 使用
它可以用作食用草本植物（如留蘭香或薄荷） 並製作涼茶 ，被稱為古龍水薄荷或佛手柑薄荷的栽培品種用於生產薄荷油，也稱為佛手柑薄荷油，是一種用於製作香水的成分。

## 圖庫

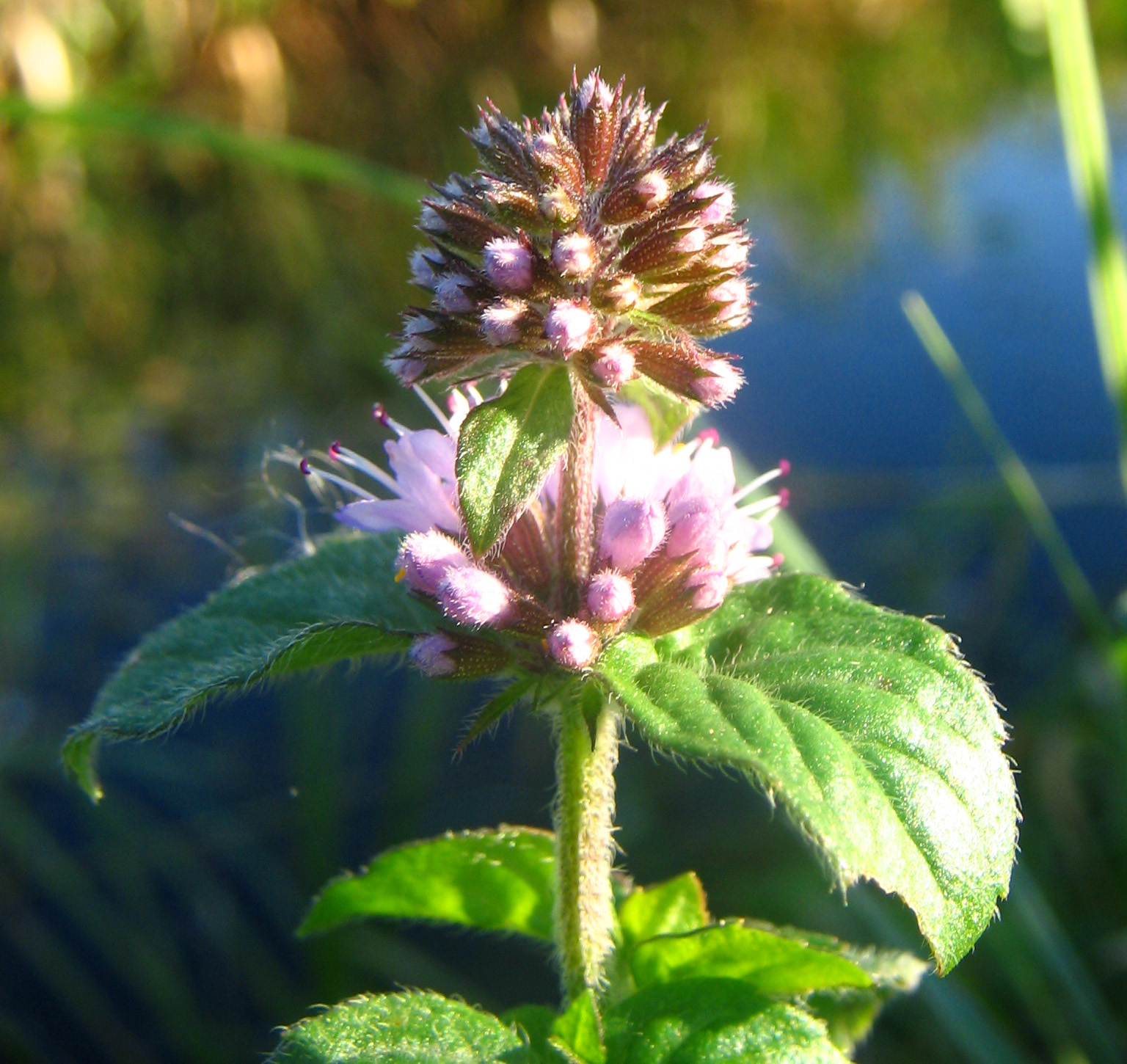
淡紫色花冠，对生叶序
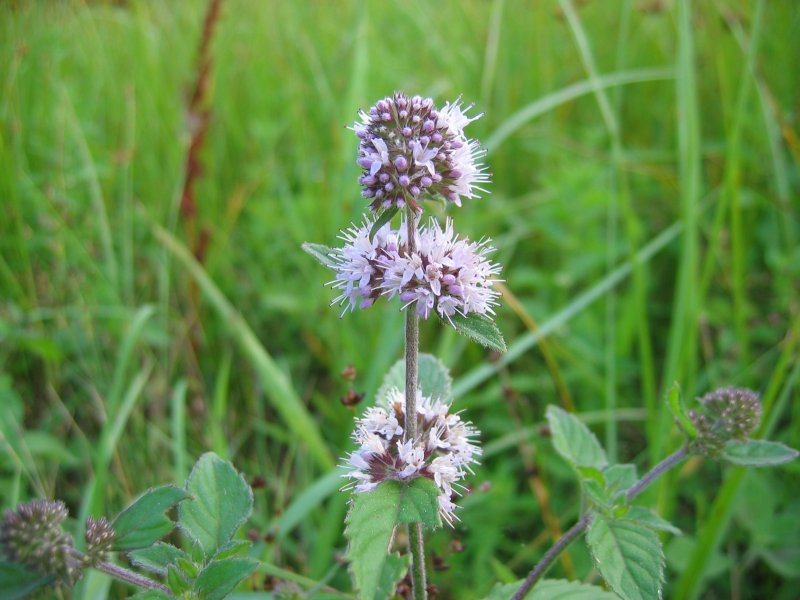
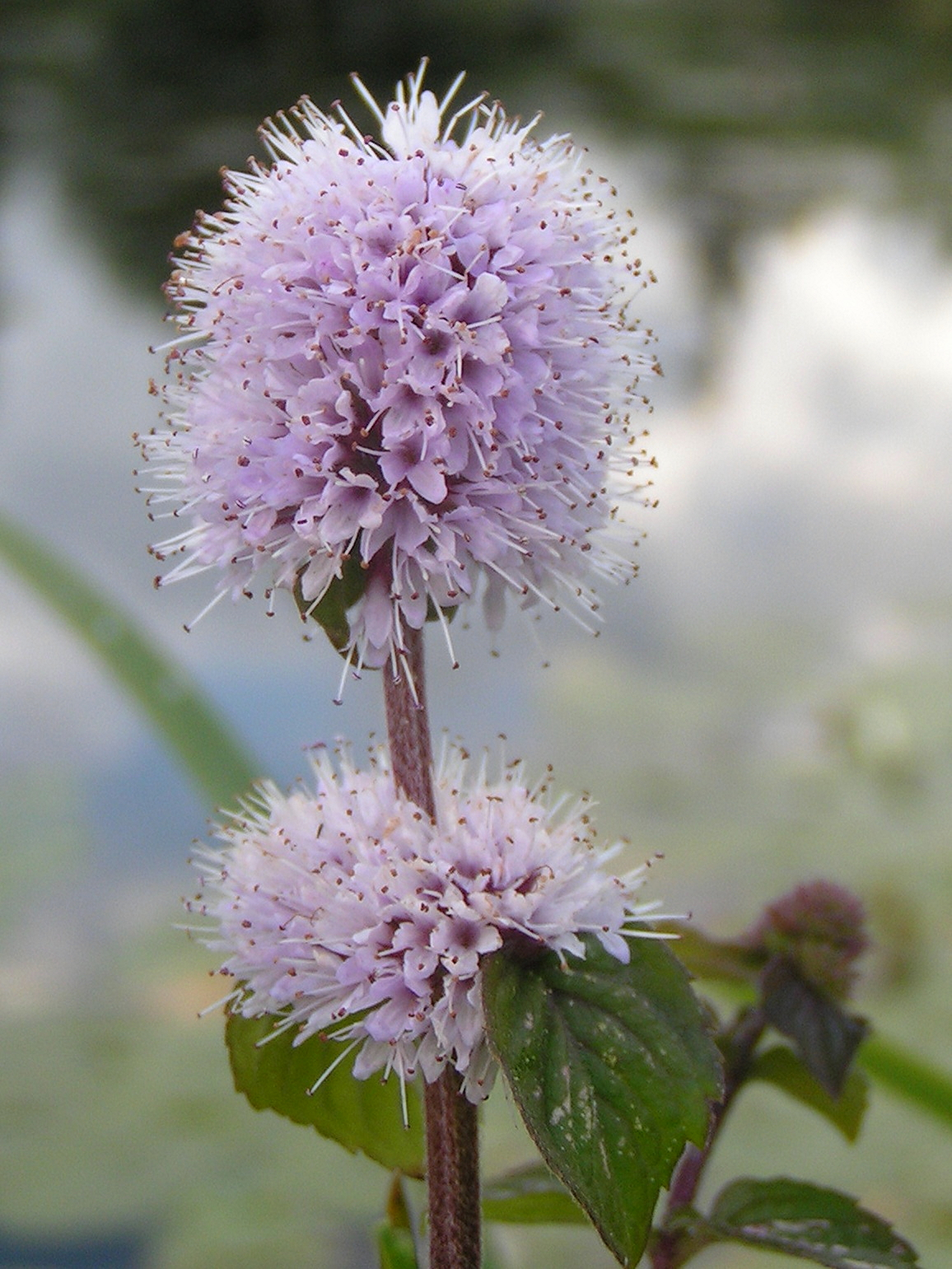